# Borys Baranec'
Borys Hryhorovyč Baranec' (in ucraino Борис Григорович Баранець?; Leopoli, 22 luglio 1986) è un ex calciatore ucraino, di ruolo centrocampista.

## Carriera

### Club
Ha giocato nella prima divisione ucraina.

### Nazionale
Ha giocato nella nazionale ucraina Under-18.

## Palmarès

### Club

#### Competizioni nazionali
- Perša Liha: 1

Zirka: 2015-2016